# Masafumi Mizuki
Masafumi Mizuki (født 1. august 1974) er en tidligere japansk fodboldspiller.
Han har spillet for flere forskellige klubber i sin karriere, herunder Kashima Antlers og Avispa Fukuoka.